# Бетулинські
Бетулинські (пол. Bietuliński, рос. Бетулинские) — український шляхетський рід.

## Походження
Походить з лівобережної Гетьманщини. У XIX столітті титул дворян Російської імперії отримали нащадки статського радника Юхима Григоровича Бетулинського, якому був пожалуваний 21.11.1838 р. диплом на спадкову дворянську гідність.
Сім'я Михайла Юхимовича Бетулінського мешкала в Києві. 1858 року міщанин Митрофанов продав садибу по вулиці Володимирській, 21/20 за 3 тисячі 400 рублів сріблом поміщикові Михайлу Бетулінському. При цьому зберігши право жити до смерті у двох кімнатах проданого будинку. Згодом дружина Михайла Бетулінського Ольга Вікторівна була поміщицею в с. Грузьке Київського повіту.
Сім'я Григорія Юхимовича Бетулінського володіла будинком у Таганрозі по Лермонтовському провулку, 11, з 1872 року (часу будівництва) до кінця XIX століття. Григорій Юхимович Бетулінський був губернським секретарем. Відомо, що у них із дружиною Марією Костянтинівною була донька Наталя, яка народилася 10 серпня 1885 року.

## Відомі представники
- Анна Марлі (Бетулинська; 1917—2006) — французька співачка та автор пісень.

## Опис герба
Щит розділений на три частини, з яких у правій в червоному полі представлена шестикутна золота зірка, у другій в блакитному полі — два списи хрестоподібно. У нижній просторій частині в срібному полі сніп та серп.
Щит увінчаний дворянським шоломом і короною з трьома страусовими пір'їнами. Намет на щиті блакитний, підкладений сріблом.